# Strålsjuka
Strålsjuka är en sjukdom som uppstår till följd av att en individ exponerats för joniserande strålning, till exempel efter röntgenstrålning, en kärnkraftsolycka eller kärnvapendetonation. Symptomen beror på en omfattande förstörelse av celler; de organ som har många celler under delning drabbas hårdast.
Strålsjuka uppkommer när den joniserande strålningen är 1 sievert eller mer, dock avgörs insjuknande också av hur lång tid individen utsätts för strålningen. De första symptomen är illamående och kräkningar, inom några timmar. Därefter uppstår diarré till följd av att tarmslemhinnan skadats. Med högre strålning förvärras sjukdomen genom att fler organ drabbas, i synnerhet slemhinnor i mag- och tarmkanalen och hjärnan, vilket bland annat leder till att immunförsvaret slås ut och bakterier som kroppen normalt hade hanterat angriper kroppen. Detta tar några veckor innan symptomen visar sig. Hur stor strålning någon klarar utan dödlig utgång är individuellt, dock är strålning på 12 sievert alltid dödlig. Långsiktigt kan strålsjuka också leda till cancer och störningar i reproduktionen.

## Klinik
Vid helkroppsbestrålning uppträder först så kallade prodromalsymtom, vilka går tillbaka efter ett tag om inte stråldosen varit för stor. I viss mån kan tiden efter expositionen och när symtomen uppträder användas för att bedöma stråldosen som personen har utsatts för. Lymfocyter reagerar snabbt på strålning och minskningen av antalet lymfocyter ett dygn efter expositionen kan därför användas för bedömningen av prognosen. Eventuell utbredning av hudrodnad kan ge vägledning om vilka delar av kroppen som har blivit bestrålad och i vilken grad.
Vid helkroppsstråldoser upp till 3-5 gray (Gy) kommer efter prodromalsymtomen ett intervall innan de egentliga symtomen uppträder på grund av bestrålningen. Ofta skiljer man ut ett hematologiskt respektive ett gastrointestinalt syndrom. Det hematologiska syndromet beror främst på minskning av antalet vita blodkroppar (leukocyter) och blodplättar (trombocyter) eventuellt med infektioner och blödningar i huden som följd. Något dygn senare följer det gastrointestinala syndromet med diarréer och vätskeförluster samt mag-tarmblödningar
Prodromalsymtom vid helkroppsbestrålning
| Dos Gy/Sv | Debut (timmar) | Symtom                                 | Duration (timmar) | Lymfocytantal* |
| <1        | 2-12           | Möjligen minskad aptit                 | 6-12              | 1,0-4,0        |
| 1-2       | 2-12           | Illamående                             | 6-12              | 0,5-1          |
| 3-4       | 1-6            | Illamående, kräkningar, huvudvärk      | 12-24             | 0,3-0,5        |
| 5-7       | 0,5-1          | Som ovan + diarré, feber, erytem       | 24-48             | 0,1-0,3        |
| 8-10      | 0,1-0,5        | Som ovan, men kraftigare               | >48               | <0,1           |
| 11-20     | <0,2           | Samma som ovan + eventuella CNS-symtom | >48               | <0,1           |
| 21-50     | <0,1           | Hjärtsvikt, arytmier                   | -                 | -              |
| >50       | <0,1           | CNS, död                               | -                 | -              |

*Lymfocyter x 109/L mätt ett dygn efter bestrålning.
Kliniska strålningssymtom
| Dos Gy/Sv | Debut efter bestrålning (dygn) | Symtom                         | Duration (Timmar) | Prognos**  |
| <1        | -                              | -                              | -                 | Mycket god |
| 1-2       | 0,1                            | Prodromalsymtom                | 0,1               | Mycket god |
| 3-4       | 2-4                            | Blödningar, infektioner        | 12-24             | God        |
| 5-7       | 1-3                            | Som ovan +diarré och hudskador | 12-30             | Ganska god |
| 8-10      | 0,5-1                          | Som ovan + pneumonit           | >30               | Dålig      |
| 11-20     | <1                             | Som ovan + CBS-symtom          | >30               | Död        |
| 21-50     | <0,1                           | Hjärtdöd efter timmar          | -                 | Död        |
| >50       | <0,01                          | Död efter få timmar            | -                 | Död        |

** Prognosbedömningen förutsätter optimal medicinsk behandling. Obehandlade kommer cirka 50% av de personer som har utsatts för 4-5 Gy att dö (LD50).

## Fysikalisk och biologisk halveringstid
För att bättre förstå hur strålsjuka påverkar kroppen är det bra att veta hur halveringstid fungerar. Det finns två olika sorters halveringstider för radioaktiva ämnen som kallas för fysikalisk halveringstid och biologisk halveringstid. Fysikalisk halveringstid innebär att aktiviteten hos ett radioaktivt ämne minskar per tidsenhet. När en fysikalisk halveringstid har ställt in sig hos ett radioaktivt preparat innebär det att hälften av alla instablia kärnor har blivit stabila och radioaktiviteten har minskat med 50%. Man använder fysikalisk halveringstid som mått för hur snabbt radioaktivitet avtar i ett radioaktivt preparat. Den fysikaliska halveringstiden påvisar inte hur skadlig strålningen är.
Biologisk halveringstid fungerar på liknande sätt som fysikalisk halveringstid men appliceras inuti kroppen. Den biologiska halveringstiden är den tid som det tar för ett radioaktivt ämne att lämna kroppen till 50%. Cesium-137 är ett radioaktivt ämne med en biologisk halveringstid som är 70 dagar. När cesiumet hamnar i kroppen så blandas det med vatten som finns i bland annat muskler och annan mjukvävnad och bildar cesiumhydroxid. Efter 70 dagar så har hälften av allt cesium som togs in lämnat kroppen.

## Enheter
För att ange antalet atomkärnor som sönderfaller per tidsenhet så kan man använda sig av halveringstid. Relevant information är bland annat också den mängd strålningsenergi som en bestrålad kropp tar upp. Det är också viktigt att mäta hur känslig den bestrålade kroppen är för strålningen, men också vilken typ av strålning det rör sig om.

Genomträngligheten av alfa,beta och gammastrålning

### Absorberad dos
Den absorberade dosen strålning berättar exakt hur mycket strålningsenergi en bestrålad kropp tar upp per viktenhet. Detta är en enhet som räknas i joule/kg, (energi/massa). Absorberad dos mäts i enheten gray (Gy). 1 joule/kg =  1 Gy.

### Ekvivalent dos
Ekvivalent dos är en enhet som utgår från den absorberade dosen. Skillnaden är att beroende på strålningstypen så kan den biologiska påverkan på kroppen vara varierande beroende på vilken sorts strålning det handlar om vid samma dos. Man har därför infört en "kvalitetsfaktor" för att bestämma hur stor relativ biologisk effekt vardera strålningstyp har. Röntgen, beta och gammastrålning har kvalitetsfaktorn 1. Neutronstrålning har kvalitetfaktorn 5 - 20. Alfastrålning har kvalitetsfaktorn 20. När man ska räkna ut den ekvivalenta dosen så multiplicerar man den absorberade dosen för en strålningstyp med kvalitetsfaktorn.

### Effektiv dos
Effektiv dos används för att uppskatta hur farlig den upptagna strålningen är vid just det område som strålningen har påverkat kroppen. Detta gör man genom att först räkna ut den ekvivalenta dosen, för att kunna uppskatta hur farlig strålningen är, sedan multipliceras den ekvivalenta dosen med organviktsfaktorn. Organviktsfakorn är en faktor som har skapats och talar om hur känsliga våra olika organ är mot strålning.

## Vård och påverkan av strålsjuka

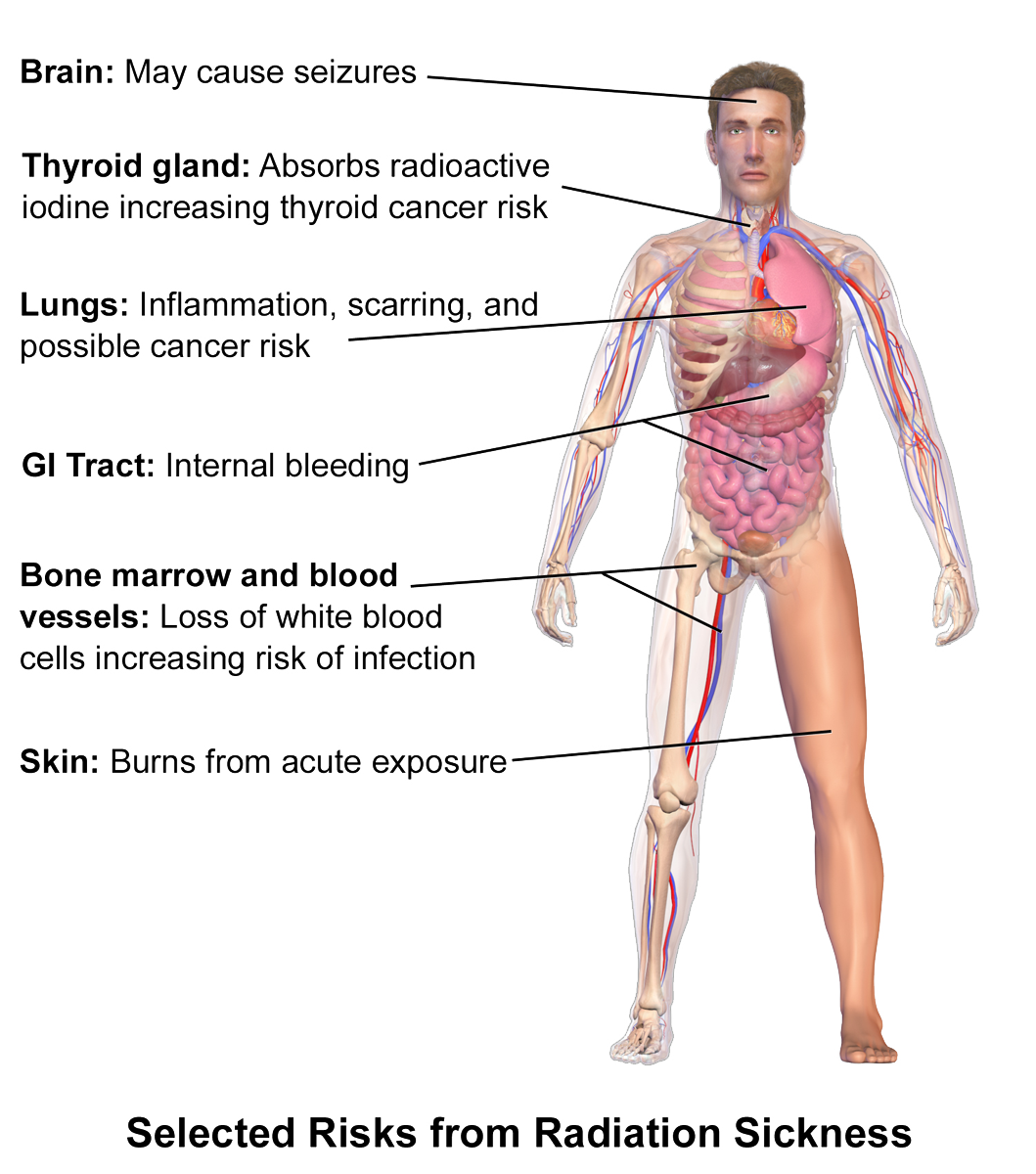
Strålsjukans biologiska påverkan.

Om den effektiva dosen strålning är hög och man skulle bli drabbad av strålsjuka så kan det ge upphov till skador i DNA. Detta sker då strålningen orsakar fysikaliska och kemiska reaktioner som kan vara skadliga. När strålningen skadar DNA- strängen sker det förändringar. Dessa förändringar beror på de kemiska och fysikaliska reaktioner som sker i kroppens celler som blir utsatta för den radioaktiva strålningen. Strålningen passerar en cell och då absorberar cellens molekyler strålningens energi. Den absorberade energin som cellens molekyler plockat upp kan orsaka bildandet av fria radikaler. Fria radikaler är atomer eller molekyler vars orbitaler innehåller oparade elektroner vilket innebär att de är ytterst reaktiva. Eftersom dessa radikaler som bildas är mycket reaktiva innebär det att de kan börja reagera med olika delar i cellen, främst cellkärnan och dess innehåll (arvsmassan). Det är just DNA-strängarna som är cellkärnans innehåll och fungerar som information som kallas för arvsmassan. När dessa strängar skadas så ökar detta alltså risken för cancer då celldelning såsom andra biologiska reaktioner i kroppen inte sker korrekt. De organ som har högst kvalitetsfaktor, alltså de organ som är känsligast mot strålning är de organ som producerar blod. Detta är på grund av en snabb cellomsättning. Om ett organ har en snabb cellomsättning så bildas det hela tiden nya röda och vita blodkroppar i höga koncentrationer som riskerar att skadas.
Om man ska vårda någon som är utsatt för strålsjuka så måste man först vänta några dagar för att fastställa allvarligheten av strålskadorna baserat på absorberad, ekvivalent och effektiv dos. Det man måste säkerställa innan man börjar vårda någon för strålsjuka är först och främst att de inte exponeras för någon form av ytterligare strålning i form av kontaminering av kläder eller andra material. Den vården som sedan sker snart efter exponering av strålning påverkar inte strålningens senare påverkan på kroppen. Man kan istället få medicinering mot illamående, exempelvis 5-HT3 -receptorblockare eller ondansetron. Man kan också få vård mot andra symptom som kommer med strålsjukan som diarré, då kan man få antikolinergika, som loperamid. Vid början av ens strålsjuka kan man vårdas på allmänt sjukhus, där man dagligen kollar blodet efter avvikande värden. Om lymfocytantalet börjar avta så kan det betyda att ett blodproducerande organ har skadats och då kan man bli flyttad till hematologisk avdelning där man mer exakt kan undersöka och vårda patienten.